# Mika Kallio

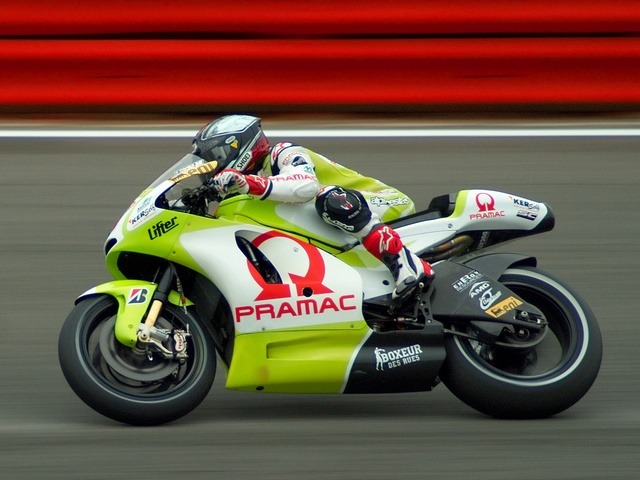
Mika Kallio op Silverstone 2010

Mika Kallio (Valkeakoski, 8 november 1982) is een Fins motorcoureur, die sinds 2001 uitkomt in het wereldkampioenschap wegrace. Zijn grootste successen behaalde hij in de 125cc-klasse, waarin hij tweemaal vicekampioen werd, in 2005 en 2006, op een KTM. In 2007 maakte hij de overstap naar de 250cc-klasse, waarin hij in 2008 derde werd in het algemeen klassement. Na in 2008 en 2009 in de klasse MotoGP te zijn uitgekomen, keerde hij in 2011 terug naar de opvolger van de 250cc-klasse, de Moto2 en kwam uit voor het Belgische Marc VDS Racing Team. Later werd Kallio testcoureur bij KTM in de MotoGP.  
Na de Grand Prix van San Marino 2019 besloot KTM per direct te stoppen met Johann Zarco. Met ingang van de Grand Prix van Aragon 2019 maakte Kallio het seizoen af.